# NGC 4285
NGC 4285 (również PGC 39842) – galaktyka spiralna (Sa), znajdująca się w gwiazdozbiorze Panny. Odkrył ją Lewis A. Swift 6 maja 1886 roku.